# U-Bahnhof Horner Geest

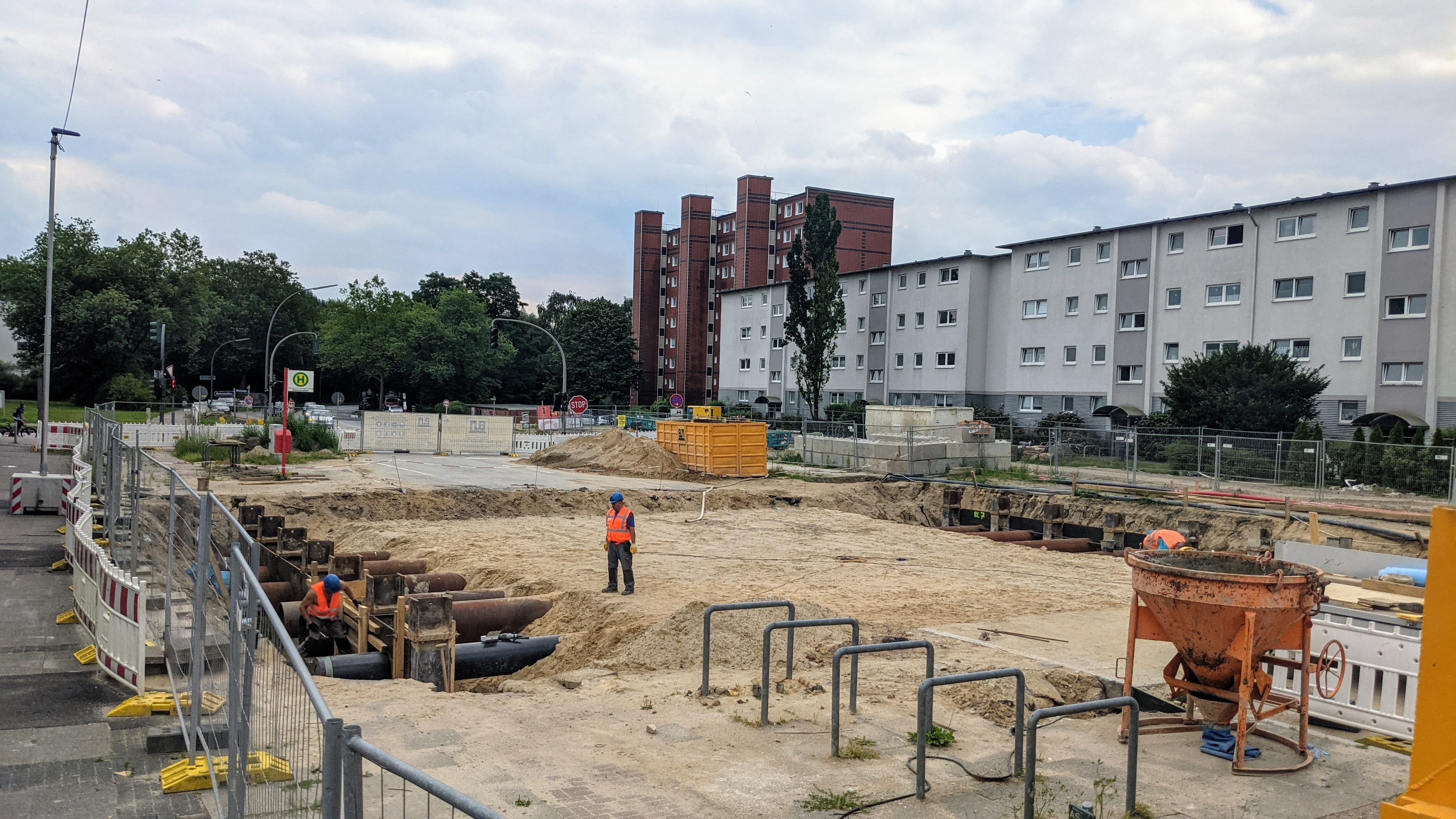
Bau der Station in offener Bauweise unter der bisherigen Manshardtstraße (2021)

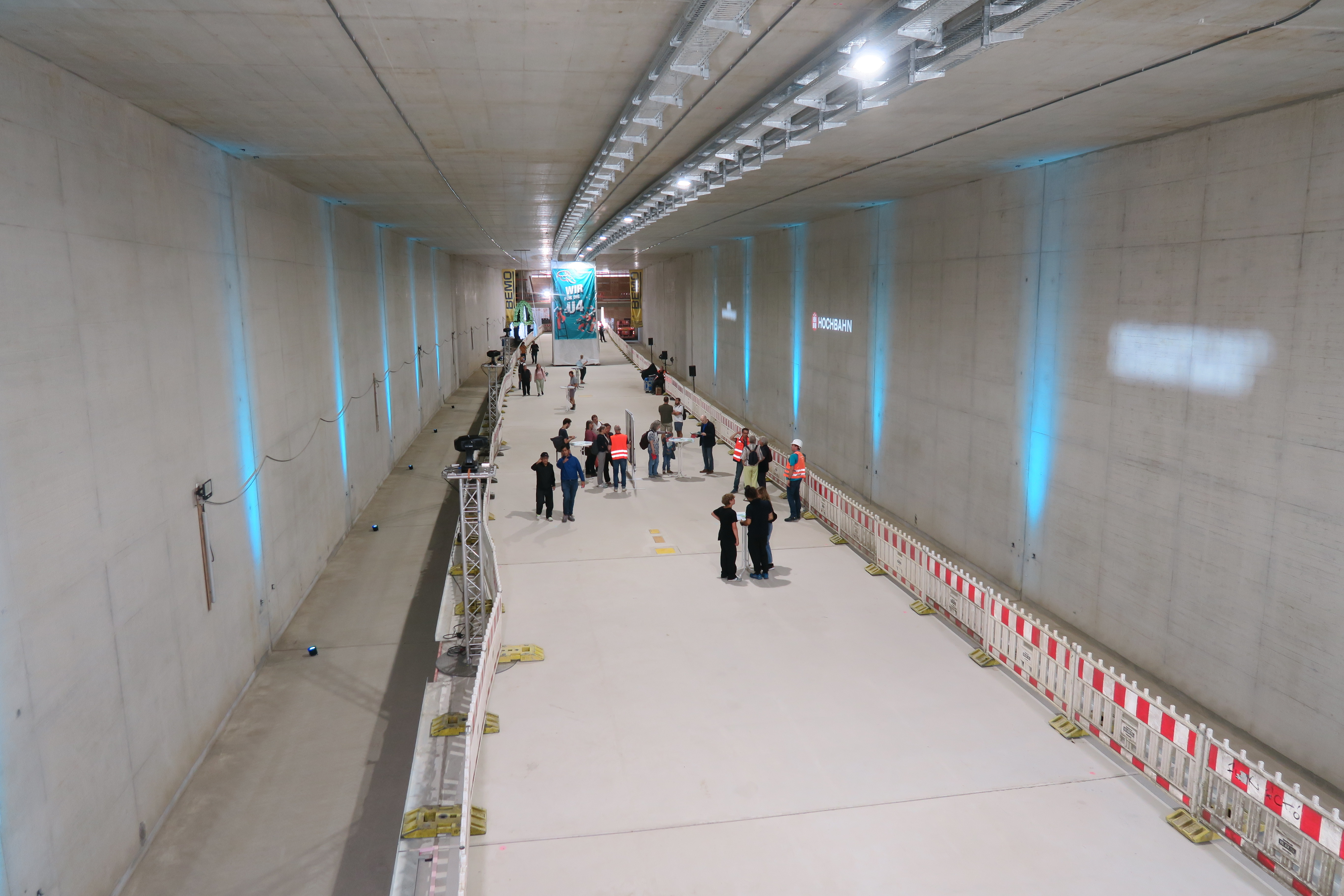
Der U-Bahnhof zum Tag der offenen Baustelle 2025, Blick von der westlichen Zwischenebene auf den Bahnsteig

Der U-Bahnhof Horner Geest ist eine im Bau befindliche neue Station der Hamburger U-Bahn an der Grenze der Stadtteile Horn und Billstedt. Der Name wurde am 6. Juni 2019 festgelegt, als Arbeitsname wurde vorher Dannerallee verwendet. Der U-Bahnhof wird der östliche Endbahnhof der U4 sein.
Der Bau des U-Bahnhofes Horner Geest wurde beschlossen, um die Wohngebiete der Horner Geest besser an das städtische Nahverkehrsnetz anschließen zu können. Rund 13.000 Einwohner erhalten mit dem neuen U-Bahnhof einen besseren Anschluss an das Verkehrsnetz, der bisher überwiegend nur durch Buslinien stattfindet.
Im Zuge der Verlängerung der U-Bahn-Linie U4 ins östlich des Zentrums gelegene Gebiet der Horner Geest wurde die Vorentwurfsplanung am 16. Mai 2017 in einer Pressemitteilung bekannt gegeben. Der zweigleisige Endbahnhof erhält einen Mittelbahnsteig. Eine mögliche spätere Verlängerung Richtung Jenfeld wird offengehalten.
Der U-Bahnhof Horner Geest wird in offener Bauweise gebaut.
Der Baubeginn der U4-Neubaustrecke mit dem U-Bahnhof war am 6. April 2020, das Richtfest wurde am 7. Juli 2025 gefeiert. Die Eröffnung wird für Herbst 2027 erwartet. Die Hamburger Hochbahn rechnet für das Jahr 2030 mit täglich 13.600 Fahrgästen auf diesem Streckenabschnitt.

## Anbindung
| Linie | Verlauf |
| ----- | --- |
| U 4   | (in Planung: Moldauhafen –) Elbbrücken – HafenCity Universität – Überseequartier – Jungfernstieg – Hauptbahnhof Nord – Berliner Tor – Burgstraße – Hammer Kirche – Rauhes Haus – Horner Rennbahn – Legienstraße – Billstedt (im Bau: – Stoltenstraße – Horner Geest) |